# Vicente Castaño
José Vicente Castaño Gil (Amalfi, Antioquia, 2 de julio de 1957 - Desaparecido en 2007), conocido también por el alias de El Profe, es un ex-paramilitar, terrorista y narcotraficante colombiano. 
Su paradero es incierto y se presume su muerte, si bien las autoridades colombianas tienen indicios de que sigue con vida. No obstante, una declaración entregada por el ex-paramilitar Pablo Hernán Sierra alias "Pipintá" en 2025 asegura que Castaño habría sido asesinado por órdenes de Diego Fernando Murillo alias "Don Berna" como parte de un pacto hecho con el expresidente Álvaro Uribe Vélez, en el que Don Berna eliminaría a Castaño a cambio de no ser extraditado a los Estados Unidos, Uribe por su parte niega dichas acusaciones. Vicente Castaño está pedido en extradición por la Corte del sur de Nueva York por el delito de narcotráfico.
Es hermano de Fidel Castaño fundador de las Autodefensas Campesinas de Córdoba y Urabá (ACCU), muerto en 1994, y de Carlos Castaño fundador y líder de las  Autodefensas Unidas de Colombia (AUC), asesinado en 2004 y de que se presume fue ordenada su muerte por Vicente Castaño.
Conocido como El Profe, debido a sus conocimientos agropecuarios que lo asemejaron al personaje de la televisión colombiana Profesor Yarumo.

## Biografía
Nacido en Amalfi (Antioquia) en 1957, Vicente Castaño es parte de la familia Castaño Gil, vinculada al paramilitarismo y al narcotráfico, su hermano mayor Fidel Castaño Gil fue el fundador de las Autodefensas Campesinas de Córdoba y Urabá (ACCU), organización precursora y antecesora de las Autodefensas Unidas de Colombia y que finalmente evolucionaron y dieron sucesión a las mismas Autodefensas Unidas de Colombia, no obstante, las Autodefensas Campesinas de Córdoba y Urabá renacerian o se reactivarian nuevamente, una vez que tuvieron su restablecimiento, las Autodefensas Campesinas de Córdoba y Urabá se reintegrarian como uno de los bloques o subestructuras que integrarían a las AUC y de esa manera adhiriéndose las Autodefensas Campesinas de Córdoba y Urabá a las mismas Autodefensas Unidas de Colombia (AUC) (después de la muerte de Fidel Castaño). Además su hermano menor Carlos Castaño Gil fue el fundador y principal líder del grupo armado de extrema derecha conocido como las Autodefensas Unidas de Colombia (AUC).
Junto a sus hermanos colaboró en la década de 1980 con el Cartel de Medellín, del cual luego se independizan y arman sus propios grupos paramilitares.
Según los informes judiciales, Vicente Castaño está vinculado al negocio del narcotráfico desde la década de 1990 cuando siendo comandante de las AUC empezó a vender bloques de paramilitares a narcotraficantes que buscaban evitar la extradición a Estados Unidos. Es acusado de haber sido quien ordenó el asesinato de su hermano Carlos Castaño debido a que este buscaba el apoyo del gobierno de Colombia para prevenir la entrada de los narcotraficantes a las AUC.
Se desmovilizó de las AUC el 3 de septiembre de 2006 con el Bloque Centauros de las Autodefensas Unidas de Colombia, pero regresó a la clandestinidad después de que en agosto de 2006 el gobierno ordenara la reclusión de los jefes desmovilizados en la cárcel de máxima seguridad de Itagüí.
Antes de su desaparición, Castaño comunicó que iba a revelar nexos de empresarios con los paramilitares, el reclutamiento de exguerrilleros en las filas paramilitares.
Además de haber sido uno de los cabecillas de las desmovilizadas Autodefensas Unidas de Colombia (AUC), se le atribuye ser el fundador, junto a Daniel Rendón Herrera, alias Don Mario, de las Águilas Negras, grupo narcoparamilitar creado después de la desmovilización de las AUC y que estuvo fuertemente ligado a la actividad del tráfico de drogas. Esta banda criminal desapareció en 2009 con la captura de Don Mario y sus exintegrantes pasaron a ser parte del Clan del Golfo, otro grupo creado por Don Mario, conocido antes como Los Urabeños, Bloque Héroes de Castaño o Clan Usúga.

### Prófugo de la justicia
Aunque está desaparecido desde 2006, llegándose a especular sobre su asesinato, Vicente Castaño es buscado no solo por las autoridades de Colombia, sino también por el Gobierno federal de los Estados Unidos que lo acusa de ser uno de los máximos jefes de las extintas Autodefensas, organización que le cataloga como «terrorista extranjera», y de ser «responsable de la producción de cocaína y el transporte de los envíos de varias toneladas» de drogas hacia Estados Unidos. También mantiene una acusación formal impartida en Nueva York por «conspiración para importar cocaína y lavado de dinero». El Gobierno estadounidense ofrece la suma de $ 5 000 000 de dólares por su captura.
Varias personas vinculadas al paramilitarismo como Miguel Ángel Mejía Múnera, han dicho que Vicente Castaño está muerto, sin embargo desconocen o no han revelado la localización de sus restos, por lo que la justicia no ha podido corroborar la versión. Mejía Múnera también dijo que Castaño había ordenado crear y mantener las bandas emergentes en caso de que el proceso de paz de los paramilitares con el gobierno fracasara.
Así mismo, el entonces fiscal general; Mario Iguarán, recibió un oficio del extinto Departamento Administrativo de Seguridad (DAS) que decía: "El 22 de agosto de 2007 se recibe un documento manuscrito por un sujeto que se identifica como N.N. alias El Gordo, en el cual se establece que el homicidio de Vicente Castaño ocurrió el 17 de marzo de 2007 en una finca ubicada entre los municipios de Nechí (Antioquia) y Ayapel (Córdoba)...". Según versión de Rodrigo Zapata Sierra, hombre de confianza de los Castaño, Vicente habría sido asesinado en una máquina de cortar caña, o se suicidó al verse perdido y sus restos fueron botados al río Cauca. Sin embargo, Ever Veloza, alias 'HH', en mayo de 2008 afirmó que no cree que Castaño esté muerto, ya que él le había dicho que "si el proceso se rompía, él se escondería como las ratas en las alcantarillas y nunca más le volvería a dar la cara al país".
La Fiscalía General de la Nación acusó a Jesús Ignacio Roldán alias ‘Monoleche’ (mano derecha y guardaespaldas de Vicente Castaño y jefe de sicarios del de las AUC, además de ser el confeso asesino de Carlos Castaño por órdenes de su propio hermano Vicente) en 2015 de haber ordenado el asesinato de Luis Fernando Claros, contador de Vicente Castaño, para apropiarse de sus bienes.
En 2020 una versión de Richard Maok, más conocido como el Hacker de la Fiscalía, afirmó que Vicente Cataño estaría vivo y residiría en Alemania bajo una nueva identidad.
Está acusado además de ordenar el asesinato de su hermano Carlos Castaño, para que este no revelara la cooperación que existía entre los grupos narcotraficantes y los paramilitares.
En 2017 se ocuparon por la Fiscalía General de la Nación dos fincas de su propiedad, que eran administradas por su esposa Luz Marina Ruiz Arroyave, en Cundinamarca y Antioquia.
Para 2021 su hermano Héctor Castaño Gil, perdería un pleito judicial en la Corte Suprema de Justicia, sobre un bien que le compró a Vicente Castaño en 1994.

## Delitos y condenas
- Es acusado de haber ordenado el atentado del dirigente sindical Wilson Borja en diciembre de 2000.
- Acusado de ordenar los asesinatos de los ex congresistas araucanos Alfredo Colmenares Chía y Octavio Sarmiento.
- En 2005, el fiscal David Kelly del Distrito Sur de Nueva York junto con Diego Fernando Murillo, alias ‘Don Berna’, lo acusó de haber exportado “miles de kilos de cocaína a Estados Unidos, y es responsable de haber proporcionado cómplices con rutas para la importación de miles de kilos de cocaína desde Colombia hasta Estados Unidos”[22][23]
- En 2011 fue condenado junto a otros 8 paramilitares a 40 años de prisión por el asesinato de su hermano Carlos Castaño Gil en 2004.[24]
- En 2016 fue condenado a siete años de cárcel, por el desplazamiento forzado del presidente del Sindicato Nacional de la Industria de Alimentos de Bugalagrande (Sintrainal), Álvaro Romero González y su familia.[25]
- En 2021, el Caso Calonge, un pleito judicial por tierras y propiedades que Vicente Castaño habría dejado en Urabá.[26]
- Fue condenado por el asesinato del educador Marco Antonio Beltrán Banderas y el fotógrafo Alexánder Amaya Bueno.[27]
- Acusado del secuestro extorsivo de Diego Quiguanas González, dirigente del Sindicato por Rama de la Actividad Económica de los Servicios Públicos (Sintremcali).[28]
- Para 2016 es condenado por el homicidio del exguerrillero Julio Enrique Galeano, ocurrido en 2002.[29]
- Condenado por los asesinatos de James Raúl Ospina, líder sindical de Tulua (Valle del Cauca) y del profesor Germán Carvajal Ruiz de Obando (Valle del Cauca).[30]

## En la cultura popular
- En la serie ''Tres Caínes'' fue interpretado por el actor Elkin Díaz.